# Amouranth
Кейтлін Сірагуза (англ. Kaitlyn Siragusa; нар. 2 грудня 1993), більш відома як Amouranth (Амарант) — американська інтернет-зірка та вебкам-модель. Здобула популярність завдяки своїм прямим трансляціям на платформі Twitch.

## Кар'єра та бізнес
На початку Сірагуза займалась косплеєм. В образі різних персонажок, зокрема принцес Disney, вона відвідувала лікарні та організовувала дитячі вечірки. 2016 року представники вебсайту Twitch, який спеціалізується на прямих трансляціях, запросили її приєднатися до своєї платформи, де нещодавно з'явилася нова «творча» категорія. Таким чином, наступного року Сірагуза відкрила для себе нове амплуа, а вже 2021 року була найпопулярнішою жінкою-стримеркою на Twitch із майже чотирма мільйонами підписників. Стати настільки відомою їй здебільшого допомогли трансляції в категоріях «Pools, Hot Tubs, and Beaches» (укр. басейни, гарячі ванни та пляж) та «ASMR». За словами Сірагузи, у той період загалом завдяки Twitch, YouTube і TikTok вона заробляла 133 000 $ на місяць. Попри таку популярність, Twitch без пояснення причин вже 8 разів тимчасово блокував Сірагузу, а також позбавляв її прибутку від реклами на платформі.
Окрім Twitch, Сірагуза має багато прихильників і на інших платформах. У вересні 2022 року вона повідомила, що її середній місячний дохід за створення та публікацію матеріалів «дорослого характеру» становить 1 500 000 $ від OnlyFans, 100 000 $ від Patreon і понад 100 000 $ від Fansly. Загалом з січня 2020 по січень 2024 прибуток Сірагузи на OnlyFans склав понад 57 млн $.
Окрім основної діяльності, Сірагуза регулярно вкладає гроші в інші сфери бізнесу. Наприклад, в листопаді 2021 року вона оголосила, що стала власницею автозаправної станції, яку планує здавати в оренду американській торговельній мережі, а в січні 2022 року за трохи більш ніж 10 млн $ придбала компанію з виробництва надувних іграшок для басейнів. Інші покупки Сірагузи також включають автомийку з магазином і фруктовий сад у Флориді. Окрім того, вона часто інвестує великі суми в різні американські компанії, зокрема Activision Blizzard, Google, Meta, Visa та Twitch. В майбутньому на відкладені гроші Сірагуза також мріє відкрити притулок для собак і коней.

## Особисте життя
15 жовтня 2022 року під час своєї прямої трансляції Сірагуза розповіла, що вже кілька років одружена. Це сталося після того, як трансляцію перервав телефонний дзвінок нібито її чоловіка, якого жінка звинувачувала в погрозах вбити її собак. Пізніше Сірагуза також заявила, що чоловік застосовує до неї емоційне насильство, змушує попри власне бажання робити довгі трансляції, контролює всі її банківські рахунки та не дозволяє розповідати авдиторії про свій сімейний статус. Через день після інциденту Сірагуза повідомила, що їй вдалося відновити доступ до своїх коштів та соцмереж і наразі вона вже в безпеці. Також блогерка додала, що зараз вона в пошуках юридичної та емоційної консультації, а її чоловіку «надають допомогу». За словами Сірагузи, такі напружені стосунки між нею і чоловіком тривали роками, а попередні спроби отримати допомогу поліції були марними, оскільки їй не було завдано побоїв.
У березні 2023 року у Сірагузи діагностували пізню стадію недостатності яєчників, про що вона розповіла в червні того ж року.

## Нагороди та номінації
| Рік  | Церемонія           | Категорія                  | Результат | Пос.   |
| ---- | ------------------- | -------------------------- | --------- | ------ |
| 2022 | The Streamer Awards | Найкращий ASMR-стример     | Перемога  | [ 26 ] |
| 2023 | AVN Awards          | Favorite Creator Site Star | Перемога  | [ 27 ] |